# Dontonio Wingfield
Dontonio B. Wingfield (Albany, Georgia, 23 de junio de 1974) es un exjugador de baloncesto estadounidense que jugó cuatro temporadas en la NBA y una más en la liga ACB. Con 2,03 metros de estatura, lo hacía en la posición de ala-pívot.

## Trayectoria deportiva

### Universidad
Tras haber disputado en 1993, en su época de high school el prestigioso McDonald's All American Game, jugó durante una única temporada con los Bearcats de la Universidad de Cincinnati, en la que promedió 16 puntos y 9 rebotes por partido.

### Profesional
Fue elegido en la trigésimo séptima posición del Draft de la NBA de 1994 por Seattle Supersonics, donde pasó desapercibido para su entrenador, George Karl, alineándolo únicamente en 20 partidos en los que promedió 2,3 puntos y 1,5 rebotes.
Al año siguiente es incluido en el draft de expansión por la llegada de nuevos equipos a la liga, siendo elegido por los Toronto Raptors, quienes finalmente no contaron con él. Pocos días después de ser despedido, es contratado por una temporada y el salario mínimo por Portland Trail Blazers. En su primer año en el equipo de Oregón promedia 3,8 puntos y 2,4 rebotes por partido, pese a lo cual es renovado por su equipo, jugando una temporada más en la que no mejorarían en exceso las cosas, promediando 4,5 puntos y 2,9 rebotes por encuentro.
Tras haber jugado únicamente en 3 partidos de la temporada 1997-98, fue despedido. Ese mismo año sustituye por lesión a Tellis Frank en el León Caja España de la liga ACB, pero solo disputa 4 partidos en los que promedia 8,3 puntos y 5,3 rebotes, antes de ser cortado.

## Estadísticas de su carrera en la NBA

### Temporada regular
| Temporada | Edad | Equipo                 | Liga | P   | TIT | MIN  | TC  | TCA | %TC  | 3P  | 3PA | %3P  | TL  | TLA | %TL  | R.OF. | R.DEF. | REB | ASIS | ROB | TAP | PER | FP  | PTS |
| 1994-95   | 20   | Seattle SuperSonics    | NBA  | 20  | 0   | 4.1  | 0.9 | 2.6 | .353 | 0.1 | 0.6 | .167 | 0.4 | 0.5 | .800 | 0.6   | 1.0    | 1.5 | 0.2  | 0.3 | 0.2 | 0.4 | 0.8 | 2.3 |
| 1995-96   | 21   | Portland Trail Blazers | NBA  | 44  | 2   | 11.1 | 1.4 | 3.6 | .382 | 0.4 | 1.4 | .302 | 0.6 | 0.8 | .765 | 1.0   | 1.3    | 2.4 | 0.6  | 0.5 | 0.1 | 0.7 | 1.7 | 3.8 |
| 1996-97   | 22   | Portland Trail Blazers | NBA  | 47  | 0   | 12.1 | 1.7 | 4.1 | .409 | 0.6 | 1.6 | .338 | 0.6 | 0.9 | .675 | 1.3   | 1.6    | 2.9 | 1.0  | 0.3 | 0.1 | 1.0 | 2.1 | 4.5 |
| 1997-98   | 23   | Portland Trail Blazers | NBA  | 3   | 0   | 3.0  | 0.0 | 1.0 | .000 | 0.0 | 0.0 |      | 0.3 | 0.7 | .500 | 0.7   | 0.7    | 1.3 | 0.0  | 0.0 | 0.0 | 0.3 | 0.7 | 0.3 |
| Total     |      |                        | NBA  | 114 | 2   | 10.1 | 1.4 | 3.5 | .389 | 0.4 | 1.3 | .309 | 0.5 | 0.8 | .721 | 1.1   | 1.4    | 2.4 | 0.7  | 0.3 | 0.1 | 0.8 | 1.7 | 3.7 |

### Playoffs
| Temporada | Edad | Equipo                 | Liga | P | MIN | TCA | TC | 3PA | 3P | TLA | TL | R.OF. | REB | ASIS | ROB | TAP | PER | FP | PTS | %TC   | %3P  | %FT   | MIN  | PTS | REB | AST |
| 1995-96   | 21   | Portland Trail Blazers | NBA  | 5 | 62  | 8   | 21 | 6   | 10 | 2   | 6  | 10    | 14  | 4    | 0   | 0   | 3   | 10 | 24  | .381  | .600 | .333  | 12.4 | 4.8 | 2.8 | 0.8 |
| 1996-97   | 22   | Portland Trail Blazers | NBA  | 3 | 16  | 2   | 2  | 0   | 0  | 4   | 4  | 0     | 2   | 1    | 1   | 0   | 2   | 3  | 8   | 1.000 |      | 1.000 | 5.3  | 2.7 | 0.7 | 0.3 |
| Total     |      |                        | NBA  | 8 | 78  | 10  | 23 | 6   | 10 | 6   | 10 | 10    | 16  | 5    | 1   | 0   | 5   | 13 | 32  | .435  | .600 | .600  | 9.8  | 4.0 | 2.0 | 0.6 |